# Tremont (Maine)
Pour les articles homonymes, voir Trémont.
Tremont est une ville (town) de l'État américain du Maine, située au sud-ouest de l'île des Monts Déserts. Elle est constituée de plusieurs villages, parmi lesquels Bass Harbor, Bernard, Gotts Island, Seal Cove et West Tremont. Sa population s'élève à 1 563, selon le recensement de 2010.

## Histoire
Le territoire de Tremont a été occupé dès 1762. En 1848, la ville a été incorporée sous le nom de Mansel. avant d'être rebaptisée Tremont.

## Économie
Traditionnellement dédiée à la pêche et à quelques industries liées au bois et à la navigation, l'économie de Tremont est aujourd'hui dominée par le tourisme. Le village de Bass Harbor possède un terminal de ferry en direction de Swan's Island et de Frenchboro.